# ناحیه مغرب عنس
ناحیهٔ مغرب عنس (به عربی: مدیریة مغرب عنس) یک ناحیه در یمن است که در استان ذمار واقع شده‌است. ناحیهٔ مغرب عنس ۵۳٬۲۶۱ نفر جمعیت دارد.